# Athabasca-Ölsande

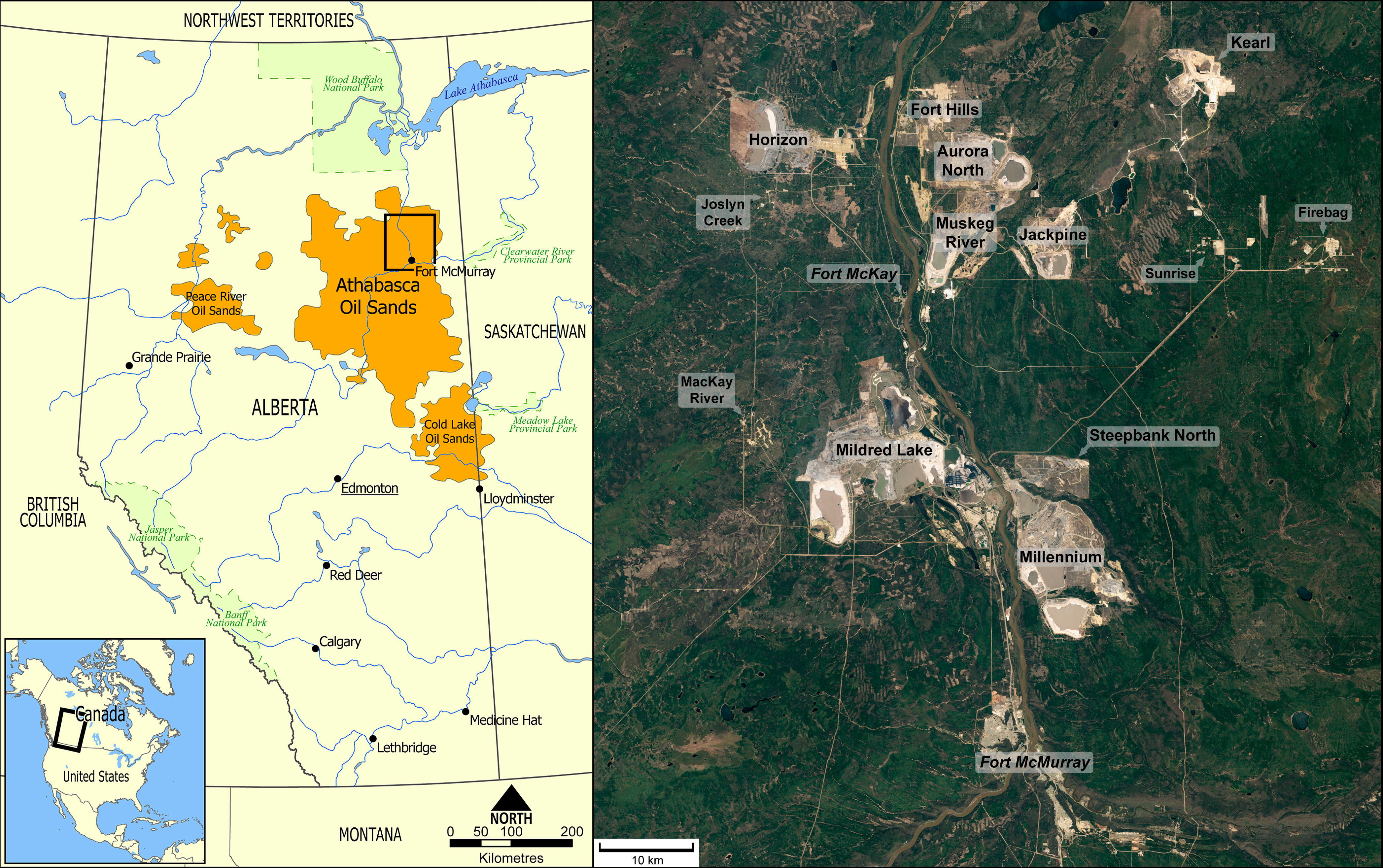
Links: Karte der Provinz Alberta mit den drei Ölsandlagerstätten Athabasca, Cold Lake und Peace River. Rechts: Satellitenaufnahme des Ölsand-Tagebau-Reviers nördlich von Fort McMurray aus dem Jahr 2011 (eingekästelt in der linken Karte).

Die Athabasca-Ölsande sind eine Ölsandlagerstätte im Bezirk Wood Buffalo in der Provinz Alberta im Westen Kanadas. Namensgeber ist der Athabasca River, größte Stadt der Region ist Fort McMurray. Die Lagerstätte Athabasca ist die mit Abstand größte der drei Ölsandlagerstätten in Alberta.

## Allgemeines

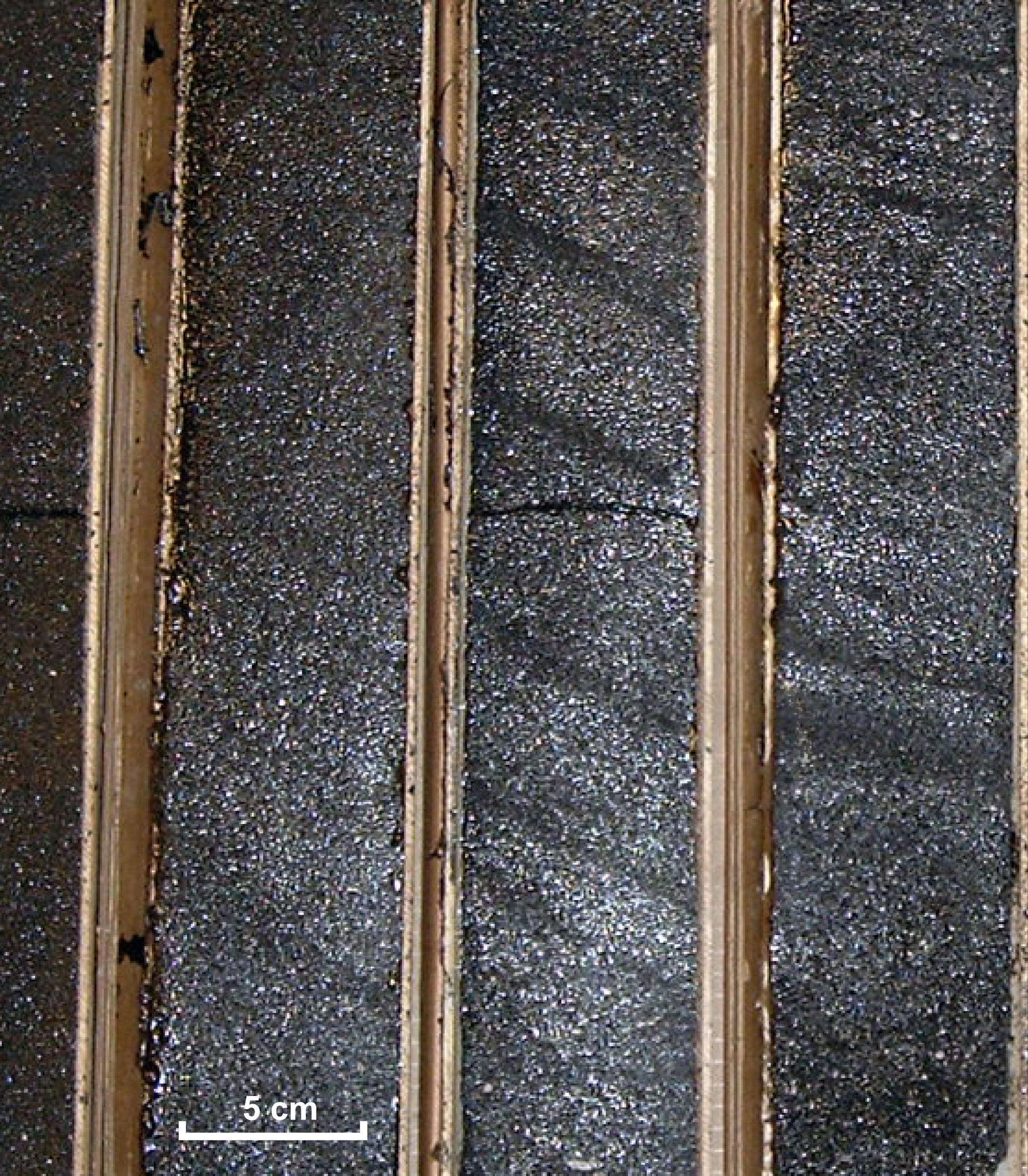
„Athabasca-Ölsand“: Mit Bitumen imprägnierter Sandstein der McMurray-Formation aus dem Athabasca-Ölsandrevier in einem Bohrkern-Längsschnitt

Der Ölsand in Alberta ist ein Gemisch aus durchschnittlich 83 % Sand, 10 % Bitumen, 4 % Wasser und 3 % Ton. Der Sand besteht zu 92 % aus Quarzkörnern, die restlichen 8 % sind Körner aus anderen Mineralen wie Glimmer, Pyrit, Rutil, Zirkon und Turmalin. Athabasca-Ölsand wird allgemein als „hydrophil“ bezeichnet, wobei diese Charakterisierung in zweifacher Hinsicht problematisch ist (siehe „Hydrophilie“ von Ölsanden).
Oft werden Ölsande allgemein im Deutschen auch als „Teersande“ bezeichnet, eine wortwörtliche Übersetzung des englischen Wortes „tar sand“. Das im Ölsand enthaltene Bitumen ist ein in der Natur vorkommendes, an flüchtigen („leichten“) Bestandteilen stark abgereichertes (degradiertes) und daher sehr zähes oder sogar festes Erdöl. Zähflüssiges Bitumen wird in der Erdölgeologie des englischen Sprachraumes tatsächlich auch „tar“ genannt. Im Deutschen ist „Teer“ hingegen die Bezeichnung für ein Produkt der Destillation von organischem Material. Die Bezeichnung „Teersand“ ist daher eher zu vermeiden, wenn eigentlich Ölsand gemeint ist. Schweröl in erdölgeologischem Sinne ist ebenfalls abgereichertes Erdöl, jedoch weniger stark degradiert als Bitumen und daher auch nicht so hochviskos.
Der Bitumenanteil in den Sanden beträgt zwischen 1 % und 18 %. Abbau von Ölsand mit einem Bitumengehalt von unter 6 % wird zurzeit als unrentabel betrachtet. Im Durchschnitt benötigt man 2 Tonnen Ölsand, um ein Barrel (159 Liter) synthetisches Rohöl herzustellen.
Im Untergrund der Provinz Alberta lagern etwa 1,8 Billionen Barrel Bitumen, von denen rund 169 Milliarden Barrel als förderbar gelten (Stand 2013). Das Verbreitungsgebiet dieser „Alberta-Ölsande“ umfasst eine Fläche von etwa 140.000 km² und besteht neben Athabasca noch aus den zwei kleineren Ölsandlagerstätten Cold Lake und Peace River. Dazu kommen geschätzte 5,5 Milliarden Tonnen Schweröl, die südöstlich des Athabasca-Reviers, bei Lloydminster in der Grenzregion zu Saskatchewan lagern. Außerdem verfügt Alberta zusätzlich über potenziell abbaubare Reserven von maximal 20 Milliarden Barrel konventionellem Erdöl (Stand 2013). Im Jahr 2012 wurden im Schnitt täglich rund 1,9 Millionen Barrel Rohbitumen aus den Ölsanden gewonnen. Davon wurden 556.000 Barrel zu synthetischem Rohöl aufbereitet. Im Jahr 2006 entfielen 42 Prozent der kanadischen Ölförderung auf synthetisches Rohöl aus Ölsand. In Alberta machte die Ölsandförderung 62 Prozent der gesamten Rohöl-, Schweröl- und Rohbitumenproduktion in der Provinz aus. Bis 2016 rechnete man mit einer Steigerung auf 86 Prozent.

## Geologie

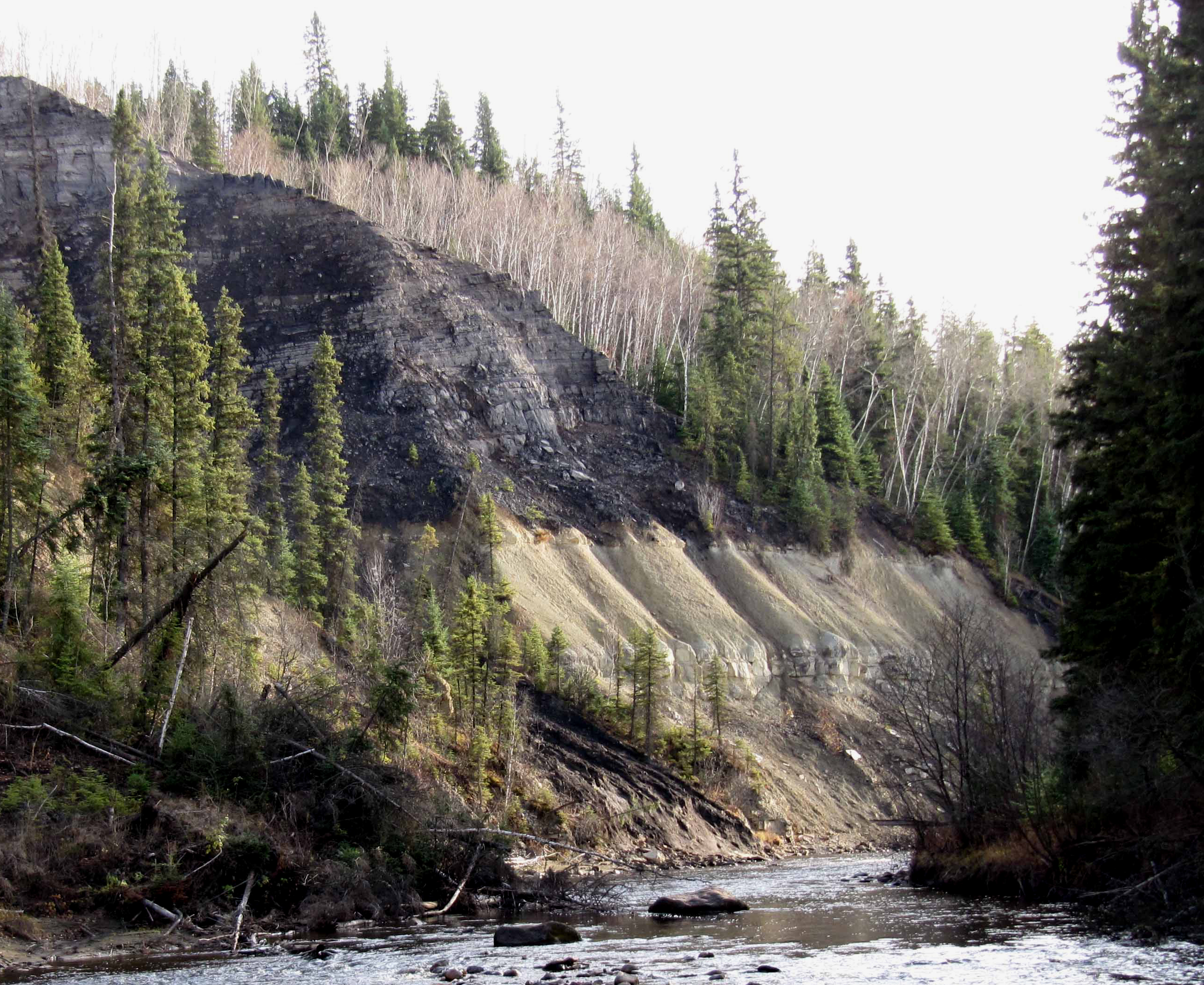
Großaufschluss der McMurray-Formation (dunkelgrau) und der unterlagernden Waterways-Formation (gelblich)

Die Athabasca-Ölsande lagern im Western Canada Sedimentary Basin. Die in abbauwürdiger Menge mit Bitumen imprägnierten Sande sind Teil der geologisch jüngeren Füllung dieses Beckens (Rocky-Mountains-Vorland-Phase). Sie sind unterkretazischen Alters (Barrême–Apt) und gehören zur McMurray-Formation. Diese Formation besteht im tieferen Teil aus Quarzsand- (92 % SiO2-Anteil) und Siltsteinen („Lower McMurray“) und im höheren Teil aus Sandsteinen mit zwischengeschalteten Silt- und Ton-Lagen („Upper McMurray“). Sie liegt diskordant auf devonischen Karbonatgesteinen (Waterways-Formation). Die McMurray-Formation beißt im Tal des Athabasca River aus und wird nach Osten und Westen von bis zu 800 m jüngeren Sedimenten (Clearwater-Formation, Alb; quartäre Lockersedimente) überdeckt. Ölsande treten sowohl im unteren als auch im oberen Teil der Formation auf. Die Ablagerungen der McMurray-Formation werden als fluviale (Lower McMurray) sowie als deltaische und neritische (Upper McMurray) Sedimente interpretiert.
Die Ölsandlagerstätten entstanden vermutlich im Zuge der Auffaltung der Rocky Mountains. Durch den von der Gebirgsbildung auf das Vorland ausgeübten Druck drängte relativ geringviskoses Erdöl aus den primären Speichergesteinen in den devonischen Karbonaten der Waterways-Formation in die darüberliegenden unzementierten kretazischen Sandsteine. Dort wurde das Öl durch die relative Nähe zur Erdoberfläche infolge des Verlustes der leicht flüchtigen Bestandteile, u. a. infolge der Tätigkeit von Mikroorganismen (Biodegradation), schließlich in zähes Bitumen umgewandelt.

## Abbau und Aufbereitung
In den Gegenden, wo die Ölsande oberflächennah bzw. unter einem Deckgebirge mit höchstens 75 Meter Mächtigkeit anstehen, können sie profitabel im Tagebau, u. a. unter Einsatz von großen Hochlöffel-Seilbaggern und Großmuldenkippern wie dem Liebherr T282, gefördert werden (aber vgl. Rentabilität und Auswirkungen der Weltwirtschaftskrise). Dies betrifft potenziell 20 % der Athabasca-Lagerstätte. De facto können Tagebaue jedoch nur auf einer Fläche von insgesamt 4800 Quadratkilometern links und rechts des Athabasca River nördlich von Fort McMurray angelegt werden, und bis zum 31. Dezember 2012 nahmen die Tagebaue dort tatsächlich nur eine Fläche von 767 km² ein. Der im Tagebau abgebaute Ölsand wird nachfolgend zur Trennung des Bitumens von den mineralischen Bestandteilen behandelt und das so gewonnene Rohbitumen wird teilweise zu synthetischem Rohöl aufbereitet (siehe Ölsand-Aufbereitung).
Bei höherer Deckgebirgsmächtigkeit (60 Meter und mehr) werden sogenannte In-situ-Verfahren angewendet. Dabei wird das Bitumen über Bohrungen mittels Hitze oder Lösungsmitteln direkt im Untergrund mobilisiert und abgepumpt. Im Athabasca-Ölsandrevier wird zurzeit (2015) faktisch ausschließlich die sogenannte Steam Assisted Gravity Drainage (SAGD) angewendet, bei der heißer Wasserdampf in die Lagerstätte eingepresst wird. Im Jahr 2012 war der Anteil des In-situ-geförderten Bitumens in Alberta erstmals größer als der Anteil des Bitumens aus im Tagebau gefördertem Ölsand. Allerdings ist die risikoarme In-Situ-Förderung nicht im gesamten Athabasca-Revier möglich, sondern nur dort, wo die McMurray-Formation von der Clearwater-Formation mit ihrem basalen Tonstein (Lower Clearwater Shale) überlagert wird, da nur dieser ein ausreichend dichtes und stabiles Deckgestein abgibt. Aber selbst dort können unter bestimmten Umständen eingepresste Fluide (speziell Wasserdampf) zur Geländeoberfläche entweichen und potenziell Schäden an Mensch und Material verursachen. Ein solcher „Blowout“ ereignete sich am 18. Mai 2006 auf dem Gebiet des Joslyn-Creek-Projektes der Firma Total. Dabei wurden Gesteinsbrocken bis zu 1 Meter Durchmesser ausgeworfen und ein Teil des ausgeworfenen Materials ging noch in bis zu 250 Metern Entfernung von der Blowout-Stelle nieder.
Als eine der größten von Menschenhand geschaffenen Strukturen gilt der „Syncrude Tailings Dam“, der das Absetzbecken der Ölsand-Aufbereitungsanlage „Mildred Lake“ („Syncrude tailings pond“) einfasst. Zur Aufschüttung des Dammes wurden und werden Abraum aus den angrenzenden Tagebauen und/oder die grobkörnigeren Rückstände aus der Bitumenaufbereitung verwendet.

## Beteiligte Unternehmen
Folgende Unternehmen sind mit folgenden Projekten an der Ölsandförderung und -aufbereitung beteiligt (Stand 2015, kleingedruckte Projekte sind über die Planungsphase noch nicht hinausgekommen):
| - Athabasca Oil - Hangingstone (In-situ-Förderung, im Bau, geplante Inbetriebnahme 2015) - Birch (In-situ-Förderung) - Dover West Carbonates („Leduc“; In-situ-Vorführanlage, geplante Inbetriebnahme 2016) - Dover West Sands & Clastics (In-situ-Förderung) - Black Pearl Resources - Blackrod (In-situ-Pilotanlage) - BP - Terre de Grace (In-situ-Pilotanlage) - Brion Energy - MacKay River (In-situ-Förderung, im Bau, voraussichtliche Inbetriebnahme 2015) - Dover (experimentelle In-situ-Pilotanlage, geplante Inbetriebnahme 2017) - Canadian Natural Resources - Horizon (Tagebau) - Kirby (In-situ-Förderung) - Birch Mountain (In-situ-Förderung, geplante Inbetriebnahme 2019) - Gregoire Lake (In-situ-Förderung) - Grouse (In-situ-Förderung, geplante Inbetriebnahme 2020) - Cavalier Energy - Hoole (In-situ-Förderung, geplante Inbetriebnahme 2017) - Cenovus Energy - Christina Lake (In-situ-Förderung) - Foster Creek (In-situ-Förderung) - Grand Rapids („Pelican Lake“; In-situ-Förderung) - Narrows Lake (In-situ-Förderung, im Bau) - East McMurray (In-situ-Förderung) - Steepbank (In-situ-Förderung) - Telephone Lake („Borealis“, In-situ-Förderung) - West Kirby (In-situ-Förderung) - Winefred Lake (In-situ-Förderung) - China National Offshore Oil (CNOOC) - Long Lake Project (In-situ-Förderung) - Connacher Oil and Gas - Great Divide Oil Sands Project (In-situ-Förderung) - ConocoPhillips Canada + Total E&P Canada - Surmont Plant (In-situ-Förderung) - Devon Canada - Jackfish (In-situ-Förderung) - Grizzly Oil Sands - Algar Lake (In-situ-Förderung) - May River (In-situ-Förderung, geplante Inbetriebnahme 2016; beinhaltet die THAI-Versuchsanlage „Whitesands“, deren Betrieb 2011 eingestellt wurde) - Husky Energy - Saleski (In-situ-Pilotanlage, geplante Inbetriebnahme 2017) - Husky Energy + BP - Sunrise Thermal Project (In-situ-Förderung) - Imperial Oil - Aspen (In-situ-Förderung, geplante Inbetriebnahme 2020) - Imperial Oil + ExxonMobil Canada - Kearl (Tagebau) - Harvest Operations - Black Gold (In-situ-Förderung) - Ivanhoe Energy - Tamarack (In-situ-Förderung) - Japan Canada Oil Sands (JACOS) + CNOOC - Hangingstone Project (In-situ-Pilotanlage, im Ausbau) - Koch Exploration Canada - Dunkirk (In-situ-Förderung, geplante Inbetriebnahme 2017) - Muskwa (In-situ-Pilotanlage) - Laricina Energy - Saleski (In-situ-Förderung) - Germain (In-situ-Förderung) | - Marathon Oil - Birchwood (In-situ-Vorführanlage, geplante Inbetriebnahme 2017) - MEG Energy + CNOOC - Christina Lake Regional Project (In-situ-Förderung) - Surmont (In-situ-Förderung) - Oak Point Energy - Lewis (In-situ-Förderung) - Osum Oil Sands - Sepiko Kesik (In-situ-Förderung, geplante Inbetriebnahme 2018) - PTT Exploration and Production - Mariana – Hangingstone (In-situ-Förderung) - Mariana – South Leismer (In-situ-Förderung) - Mariana – Thornbury (In-situ-Förderung) - Prosper Petroleum - Rigel (In-situ-Förderung, geplante Inbetriebnahme 2017) - Renergy Petroleum (Canada) - Muskwa (In-Situ-Pilotanlage) - SilverWillow Energy - Audet (In-situ-Förderung, geplante Inbetriebnahme 2018) - Southern Pacific Resource (seit Januar 2015 unter Gläubigerschutz) - STP-McKay (In-situ-Förderung, wird voraussichtlich zum 31. Juli 2015 für bis zu drei Jahre stillgelegt) - Shell Canada + Chevron + Marathon Oil („Shell Albian Sands“) - Muskeg River Mine (Tagebau) - Jackpine Mine (Tagebau) - Statoil - Leismer (In-Situ-Förderung) - Corner (In-Situ-Förderung) - Suncor Energy - Steepbank North Mine (Tagebau) - Millennium Mine (Tagebau) - Voyageur South Mine (Tagebau, geplante Inbetriebnahme 2023) - Dover (In-situ-Vorführanlage) - Firebag Project (In-situ-Förderung) - MacKay River (In-situ-Förderung) - Chard (In-situ-Förderung) - Lewis (In-situ-Förderung) - Meadow Creek (In-situ-Förderung, geplante Inbetriebnahme 2020) - Suncor + Total E&P Canada + Teck Resources - Fort Hills (Tagebau, in Errichtung, voraussichtliche Inbetriebnahme 2017) - Sunshine Oilsands - West Ells (In-situ-Förderung, im Bau, geplante Inbetriebnahme 2015) - Legend Lake (In-situ-Förderung) - Thickwood (In-situ-Förderung) - Surmont Energy - Wildwood (In-situ-Förderung) - Syncrude Canada - Base Mine („Mildred Lake“; Tagebau) - Aurora Mine (Tagebau) - Teck Resources - Frontier (Tagebau, geplante Inbetriebnahme 2021) - Total E&P Canada - Joslyn Creek SAGD Project (In-situ-Förderung) - Total E&P Canada + Sinopec - Northern Lights (Tagebau, für 2015 geplante Inbetriebnahme verschoben) - Total E&P Canada + Suncor + Occidental Petroleum + INPEX - Joslyn North Mine (Tagebau) - Value Creation - Advanced Tristar (In-situ-Förderung, geplante Inbetriebnahme 2016) - Tristar (In-situ-Förderung) |

## Engagement deutscher Forschungseinrichtungen
Anfang 2012 wurde eine Kooperation der Universität von Alberta mit der deutschen Helmholtz-Gemeinschaft namens Helmholtz-Alberta-Initiative installiert. Als Forschungsaufgaben genannt wurden unter anderem die Verbesserung der CO2-Bilanz der Ölsandförderung durch Prüfung der Möglichkeiten hinsichtlich des Einsatzes von Geothermie bei der Ölsand-Aufbereitung und hinsichtlich der Abtrennung und Versenkung von CO2 im Untergrund sowie die Entwicklung von Konzepten zur Renaturierung stillgelegter Tagebaue. Dafür standen umgerechnet rund 25 Mio. Dollar aus deutschen Steuermitteln zur Verfügung. Aufgrund der öffentlichen Kritik an der Kooperation, vor allem nach dem Ausstieg Kanadas aus dem Kyoto-Protokoll, wurden 2013 alle Forschungsprojekte, die sich direkt oder indirekt mit der Ölsandförderung befassten, eingestellt. Weiterverfolgt werden Projekte im Zusammenhang mit der allgemeinen Verringerung von CO2-Emissionen.

## Export und Transportwege

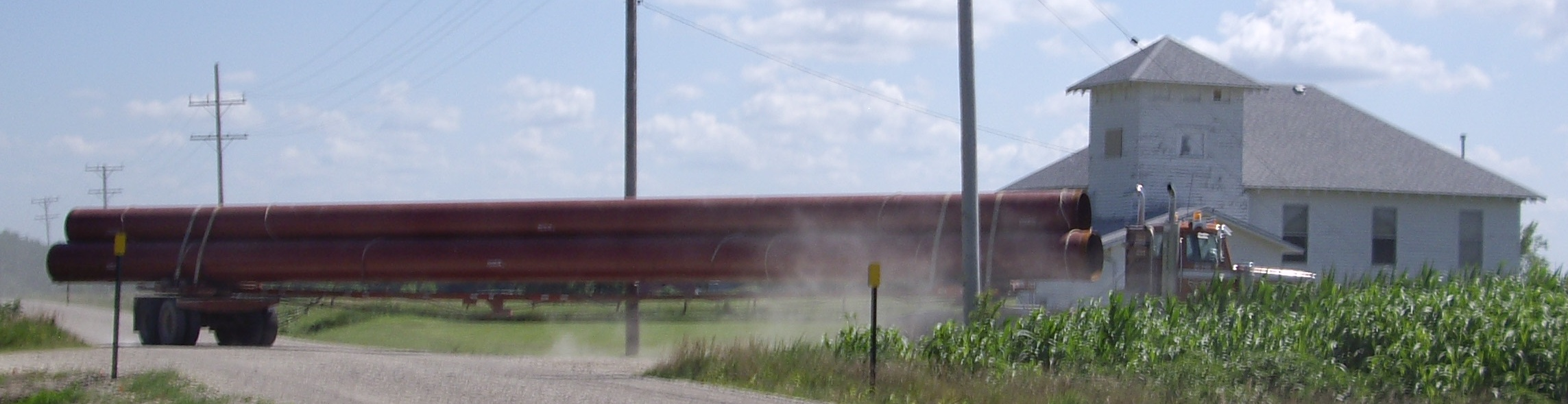
Ein LKW mit Rohren auf dem Weg zur Baustelle des Südastes der Keystone-Pipeline nahe Peabody in Kansas (2010)

Die USA, eine der größten Wirtschaftsmächte der Welt, sind in hohem Maße von Erdöl abhängig und das Hauptabnehmerland kanadischen Erdöls. Im Nordamerikanischen Freihandelsabkommen (NAFTA) ist sogar festgeschrieben, dass der hohe Anteil (etwa zwei Drittel), den die Exporte in die USA an der gesamten kanadischen Ölproduktion ausmachen, nicht durch staatliche Maßnahmen von kanadischer Seite verringert werden darf. Damit sichern sich die USA eine gewisse Unabhängigkeit von Erdöl aus politisch potenziell oder real instabilen Erdölförderländern, beispielsweise im Nahen Osten oder dem Maghreb. Auch das aus den Athabasca-Ölsanden gewonnene Rohbitumen und Rohöl wird in die USA exportiert. Transportiert wird es unter anderem mit der Eisenbahn. Ein sehr großer Teil gelangt jedoch über Pipelines in die USA (das Bitumen wird dafür verdünnt, vgl. „Synbit“ und „Dilbit“). Eine dieser Pipelines ist Alberta Clipper, die von Hardisty im Südwesten Albertas über Saskatchewan, Manitoba und North Dakota nach Superior (Wisconsin) am Michigansee führt und 2010 fertiggestellt wurde. Die ursprüngliche Kapazität der knapp 1100 Kilometer langen Pipeline liegt bei 450.000 Barrel pro Tag. Aktuell (2015) erfolgt der Ausbau auf 540.000 Barrel pro Tag, und potenziell sollen 800.000 Barrel möglich sein. Ebenfalls 2010 ging die rund 2800 Kilometer lange Keystone-Pipeline in Betrieb, die ebenfalls von Hardisty über Saskatchewan, Manitoba und North Dakota verläuft, jedoch von dort über South Dakota, Steele City in Nebraska, Kansas und Missouri nach Wood River (Illinois) weiterführt. 2011 folgten Anschluss und Inbetriebnahme einer 480 Kilometer langen Südtrasse von Steele City nach Cushing (Oklahoma). Der Bau einer insgesamt rund 2700 Kilometer langen, durch Montana nach Steele City und von Cushing zur texanischen Golfküste führenden Entlastungs- und Ergänzungspipeline namens „Keystone XL“ wurde Ende 2011 vom amtierenden US-Präsidenten Barack Obama nach massiven Protesten von Umweltschützern, mehreren Nobelpreisträgern sowie prominenten Persönlichkeiten wie Desmond Tutu und dem Dalai Lama vorerst gestoppt. Während der Bau der Strecke durch Montana, mit einer geplanten Transportkapazität von ca. 830.000 Barrel Rohöl täglich, nach wie vor auf Eis liegt, wurde die Verlängerung der Südtrasse zum Golf von Mexiko schließlich doch gebaut und im Jahr 2014 vollendet.
In Ergänzung zu Keystone waren ursprünglich weitere neue Pipelines geplant: darunter eine zur kanadischen Westküste nahe Kitimat (British Columbia) unter dem Namen Northern Gateway, und eine zur Ostküste bei Saint John (New Brunswick) unter der Bezeichnung Energy East. Letztere wäre mit einer Länge von 4400 Kilometern die längste Pipeline in Nordamerika. Gegen beide Projekte formierte sich bei Natur- und Umweltschützern Protest. Unter der seit Ende 2015 im Amt befindlichen Regierung Trudeau wurden die von der Vorgängerregierung erteilten Genehmigungen revidiert und mit verschärften Umweltauflagen versehen, woraufhin die beteiligen Unternehmen TransCanada (Energy East) und Enbridge (Northern Gateway) beide Projekte einstellten. Ebenfalls umstritten ist der Erweiterungsbau der von Edmonton nach Südwesten zu den Raffinerien bei Vancouver und Anacortes führenden Trans Mountain Pipeline (Trans Mountain Pipeline Expansion).gesamter Absatz nach 

## Rentabilität und Auswirkungen der Weltwirtschaftskrise
So, wie beispielsweise die Förderung von Schiefergas mittels Fracking teurer ist als die Förderung von Erdgas aus konventionellen Lagerstätten, ist auch die Ölsandförderung teurer als die Förderung konventionellen Erdöls. Nach dem Abbau im Tagebau muss das Bitumen zunächst in mehreren Arbeitsschritten von der Sandfraktion getrennt und nachfolgend zu synthetischem Rohöl aufbereitet werden (siehe Ölsand-Aufbereitung). Bei der In-Situ-Gewinnung entfällt zumindest die Trennung von Sand und Bitumen. Zudem ist das synthetische Rohöl (Athabasca crude) von geringerer Qualität als die „Standardsorten“ Brent und WTI und erzielt daher pro Barrel einen um 20 bis 30 US-Dollar geringeren Preis. Die untere Rentabilitätsgrenze für die Ölsandförderung liegt daher bei einem Weltmarkt-Ölpreis (Brent/WTI) von 65 bis 80 Dollar pro Barrel. Für die Förderung im Tagebau soll sie sogar bis zu 100 Dollar pro Barrel betragen. Jedoch gelten diese Preisgrenzen nur für neue bzw. den Ausbau bestehender Ölsandprojekte. Insbesondere der Abbau im Tagebau ist eher vergleichbar mit einem Bergbauprojekt als mit einem „klassischen“ Erdölförderprojekt. Die meisten Kosten fallen in der Bauphase mit der Errichtung der Ölsand-Aufbereitungs- und -veredelungsanlagen an. Die reinen Produktionskosten sollen nur im Bereich von 10 bis 20 Dollar pro Barrel liegen. Weil Tagebauprojekte über mehrere Jahrzehnte laufen, sind sie langfristig profitabel, falls der Ölpreis während der Betriebszeit ausreichend lange über den Gesamtkosten pro Barrel liegt. Die Ölsandförderung gilt damit als weniger anfällig für fallende Ölpreise als die Förderung fossiler Kohlenwasserstoffe mittels Fracking.
Infolge eines Ölpreiseinbruches Anfang 2009 auf 35 US-Dollar wurde das Gesamtvolumen der Investitionen in Alberta-Ölsand-Projekte von 125 Milliarden auf 85 Milliarden kanadische Dollar (seinerzeit rund 78 bzw. 53 Milliarden Euro) zurückgefahren, mit deutlichem Effekt auf das Wirtschaftswachstum und die öffentlichen Finanzen Kanadas und vor allem Albertas. Im Jahre 2014 betrug das Investitionsvolumen 69 Milliarden Dollar (rund 50 Milliarden Euro). Aufgrund des erneuten Preiseinbruches im letzten Jahresviertel 2014 auf deutlich unter 70 US-Dollar wurde für 2015 eine Abnahme auf rund 46 Milliarden kanadische Dollar (etwa 33 Milliarden Euro) erwartet. Ein erneuter Preisverfall im Verlauf der zweiten Hälfte des Jahres 2015 mit Preisen von knapp 38 US-Dollar Ende Dezember könnte für etliche in Planung befindliche Ölsandprojekte das Aus, zumindest aber einen längerfristigen Planungsstopp nach sich ziehen. Die Sparzwänge bei den Ölunternehmen führen nicht nur zu Stellenabbau in der Ölsandindustrie, sondern wirken sich auch unmittelbar negativ auf jene Wirtschaftszweige aus, die von der Ölsandindustrie abhängig sind, beispielsweise Anlagenbauer oder die Hersteller von Bergbau-Ausrüstung.
Neben dem Ölpreis haben auch andere Faktoren Einfluss auf die Rentabilität des Ölsandabbaus. So erhoffen sich die in Athabasca involvierten Ölunternehmen von der Keystone-XL-Pipeline (siehe Export und Transportwege) eine Senkung der Transportkosten und damit eine Abschwächung des Effektes niedriger Weltmarktpreise auf die Wirtschaftlichkeit ihrer Förder- und Aufbereitungsanlagen. Auch ist der Wechselkurs des kanadischen Dollars gegenüber dem US-Dollar von Bedeutung. Weil die Exporte in die USA in US-Dollar bezahlt werden, die Bau- und laufenden Produktionskosten (Energie, Wartung, Löhne usw.) jedoch in kanadischen Dollar, wirkt sich ein schwacher kanadischer Dollar positiv auf die Wirtschaftlichkeit des Ölsandabbaus aus. Auch politische Faktoren spielen eine Rolle bzw. beeinflussen sie mehr oder weniger direkt die wirtschaftlichen Faktoren. Beispielsweise hängt die Genehmigung von Pipeline-Projekten von Regierungsentscheidungen in den USA und Kanada ab, die wiederum von der öffentlichen Meinung beeinflusst sein können. 

## Auswirkungen auf die Umwelt
Die Ölsandförderung, in Alberta wie andernorts, geht unvermeidlich mit einer Reihe negativer Auswirkungen auf die Umwelt im Abbaugebiet einher. Besonders drastisch sind diese beim großflächigen Tagebau (siehe Auswirkungen des Ölsandabbaus auf Umwelt und Klima).
Die Teersandförderung beeinträchtigt enorm große Flächen (größer als ganz Griechenland), auf denen Wälder gerodet und Erdmassen bewegt werden. Da boreale Nadelwälder große Mengen Kohlenstoff speichern (mit 460 t/ha doppelt so viel wie tropischer Regenwald; davon 84 % im Boden), werden dabei große Mengen Kohlenstoff freigesetzt. Da über 93 % der kanadischen Teersande tiefer als 75 m liegen, werden zukünftig noch größere Erdbewegungen erwartet. Schon heute ist der Abbau die am schnellsten wachsende Quelle von Treibhausgasen in Kanada, auch weil enorme Mengen Erdgas für die Förderung verbraucht werden müssen. Der Eingriff in eines der größten verbliebenen Wildnisgebiete der Erde ist verheerend: Zu den Kahlschlägen kommt ein Netz von Wegen, Bohrungen und Pipelines mit entsprechendem Verkehr, die die Tierwelt stören. Zudem werden die Wasserökosysteme geschädigt, da für die Herstellung eines Liters Kraftstoff aus Teersand bis zu 4,5 Liter Wasser verbraucht werden und bis zu 6 Liter giftige Schlämme entstehen, die die höchst störanfälligen nordischen Gewässer gefährden. Die Gesamtfläche der Absetzbecken des Teersandabbaus in Kanada betrug 2009 ca. 50 km²; Tendenz stark steigend, da die benötigte Wassermenge mit zunehmender Ausbeutung stetig zunimmt. Der Bestand an Karibus – die als Hauptindikator für die Gesundheit borealer Ökosysteme herangezogen werden – ist Im Gebiet „East Side Athabasca Range“ in der ersten Dekade des 21. Jahrhunderts bereits um 50 % zurückgegangen. Kanadische Regierungsstellen halten das Aussterben des Karibus in diesen Gebieten für möglich. Auch die Population einiger Vogelarten ist in einigen Gebieten schon um 80 % zurückgegangen.
Im Rahmen einer Studie der Queens University in Kingston, Ontario, und der kanadischen Umweltbehörde Environment and Climate Change Canada wurden Seesedimente in der Umgebung des Hauptabbaugebietes der Athabasca-Ölsande beprobt. Dabei ist eine erhöhte Belastung dieser Sedimente mit toxischen polyzyklischen aromatischen Kohlenwasserstoffen (PAK) noch in bis zu 90 Kilometern Entfernung vom Hauptabbaugebiet festgestellt worden. Der Zeitpunkt des teilweise drastischen Anstieges der PAK-Belastung (um das bis zu 23-fache) fällt mit dem Beginn des Ölsandabbaus und -upgradings in den 1960er Jahren zusammen. Ein hoher Anteil von unter anderem Dibenzothiophenen (DBT) und Chrysen in diesen Sedimenten zeigt, dass die PAKs wahrscheinlich dem Ölsand-Bitumen entstammen. Vermutlich gelangen die PAKs durch Windverblasung aus den Tagebauen und über die Auswaschung von Stäuben aus den Abgasen der Ölsandaufbereitungsanlagen in die Seen. Trotz des erhöhten Eintrags der PAKs konnten, gemessen an der Häufigkeit der schadstoffsensiblen Wasserflohgattung Daphnia in den belasteten Sedimentschichten, keine negativen Auswirkungen auf die betroffenen limnischen Ökosysteme nachgewiesen werden. Jedoch wurde in der Sedimentabfolge eine starke Veränderung in der Artenzusammensetzung der Wasserflohgesellschaften mit einer generellen Zunahme von Resten Daphniider Wasserflöhe festgestellt, die mit einer mutmaßlich klimabedingten Zunahme von Phytoplankton-Resten korreliert. Möglicherweise verschleiert dies die Beeinträchtigung der Ökosysteme durch den PAK-Eintrag.

## Kritik und Proteste

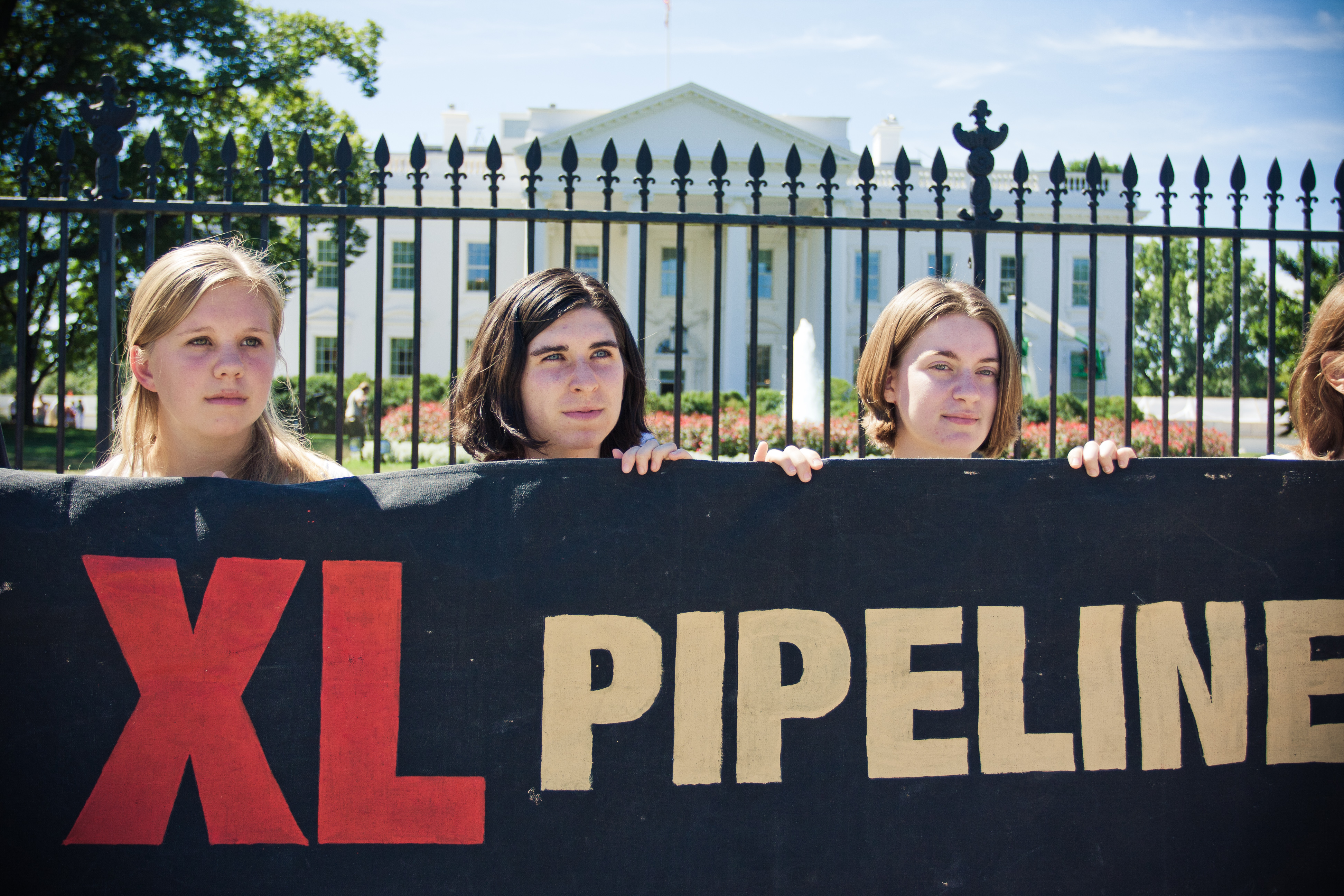
Protest gegen die Keystone-XL-Pipeline vor dem Weißen Haus im Washington im August 2011.

Die britische Tageszeitung The Guardian bezeichnete Kanada 2009 als the dirty old man of the climate world (‚den dreckigen alten Mann der Klimawelt‘), weil es Ölsandabbau und -aufbereitung staatlich fördert und somit bewusst in Kauf nahm, den im Kyoto-Protokoll festgelegten Zielwert für den CO2-Ausstoß im Jahr 2012 weit zu verfehlen. Kurz vor Ablauf der Frist trat Kanada schließlich sogar ganz vom Kyoto-Protokoll zurück. Nicht nur hinsichtlich der Klimaproblematik bezeichnen Umweltschützer den Ölsandbergbau als „größtes Umweltverbrechen in der Geschichte“.
Gegen den steigenden Export von Rohöl aus Ölsand-Bitumen in die USA und den dahingehend geplanten Ausbau des nordamerikanischen Pipeline-Netzes (siehe Export und Transportwege) formierte sich 2009 eine „internationale Koalition“ aus Umweltverbänden und First Nations (Indianer Nordamerikas). Kernpunkt der Kritik war vor allem die schlechte Umwelt- und Klimabilanz des „schmutzigsten Öls der Welt“. Unter anderem heißt es: „Die Treibhausgasemissionen sind bei der Ölsandförderung und -aufbereitung dreimal höher als die bei der Förderung konventionellen Rohöls und es [d. h. das synthetische Rohöl aus Ölsandbitumen] enthält 11-mal mehr Schwefel und Nickel, sechsmal so viel Stickstoff und fünfmal so viel Blei wie konventionelles Öl. Diese Giftstoffe gelangen in die Luft und das Wasser der Vereinigten Staaten, wenn das Rohöl in Raffinerien zu Treibstoffen verarbeitet wird.“
Kritisiert wird auch, dass der Bau der Alberta-Clipper-Pipeline (siehe Export und Transportwege) vom US-Innenministerium bereits vor der Abarbeitung aller Verwaltungsverordnungen genehmigt worden sei. So hätten der Behörde für Indianische Angelegenheiten bis dahin keine vollständigen Anträge der Betreiberfirma Enbridge Energy und dem am Leech Lake ansässigen Chippewa-Stamm vorgelegen, um mit dem Genehmigungsverfahren für die indianischen Gebiete beginnen zu können, die vom Pipeline-Bau betroffen sind.
Im März 2010 bezeichneten Umwelt- und Indianerverbände in einer Anzeige im Variety Magazine die Athabasca-Ölsande als „Canada’s Avatar Sands“, in Anspielung auf den Film Avatar – Aufbruch nach Pandora. In diesem Film wird die Zerstörung einer Kultur (auf dem Mond eines extrasolaren Gasriesen) geschildert, indem ein Rohstoffunternehmen seine ökonomischen Interessen rücksichtslos gegen den Widerstand der eingeborenen Bevölkerung durchsetzt. Der Verband der kanadischen Erdölförderunternehmen (Canadian Association of Petroleum Producers, CAPP) reagierte mit Unverständnis und lud die verantwortlichen Umweltaktivisten ein, „auf den Planeten Erde zurückzukehren und sich an der Diskussion über ein ausgewogenes Verhältnis zwischen Umweltschutz, Wirtschaftswachstum und einer sicheren und verlässlichen Energieversorgung zu beteiligen.“
Die Bio-Lebensmittelkette Whole Foods Market und die Haushaltswaren- und Möbelhauskette Bed Bath & Beyond gaben 2010 bekannt, ihre Fahrzeugflotten nicht mehr mit Kraftstoffen betanken zu wollen, die aus Athabasca-Ölsand gewonnen wurden, um ihren CO2-Fußabdruck zu verringern. Damit reagierten sie auf eine entsprechende Initiative der Umweltorganisation Forest Ethics. So bezieht Whole Foods keine Kraftstoffe mehr von der Marathon Oil, die mit 20 % an Ölsandprojekten in Alberta beteiligt ist, sondern nur noch von Anbietern, die ausschließlich Rohöl aus den USA verarbeiten.
Eine Gruppe von Aktionären des britisch-niederländischen Mineralölkonzerns Shell forderte Anfang 2010, dass das Unternehmen sein Engagement im Athabasca-Ölsandrevier einer Revision unterzieht, jedoch weniger wegen des schlechten Umwelt-Images des Ölsandes als vielmehr weil sie in den entsprechenden Projekten ein zu hohes finanzielles Risiko für Shell sehen.
Am 3. Dezember 2012 verbarrikadierten sich im Rahmen einer Protestaktion bei Winona (Texas) drei Umweltaktivisten mittels Betonblöcken in einem Teilstück der seinerzeit im Bau befindlichen Südverlängerung der Keystone-Pipeline, um die Bauarbeiten lahmzulegen.